# Südergellersen
Südergellersen – miejscowość  i gmina położona w niemieckim kraju związkowym Dolna Saksonia, w powiecie Lüneburg. Należy do (niem. Samtgemeinde) gminy zbiorowej Gellersen.

## Położenie geograficzne
Südergellersen leży 10 km na południowy zachód od Lüneburga. Gmina leży na północno-wschodnich krańcach Pustaci Lüneburskiej. Przez teren gminy płyną Hasenburger Bach, mały lewy dopływ rzeki Ilmenau i Südergellerser Bach.
Od wschodu sąsiaduje z  Lüneburgiem, od południowego wschodu z gminą Embsen z gminy zbiorowej Ilmenau, od południowego zachodu z gminą Oldendorf (Luhe) z gminy zbiorowej Amelinghausen, od zachodu z gminą Salzhausen z gminy zbiorowej Salzhausen, od północnego zachodu z gminą Westergellersen od północy z gminą Kirchgellersen i od północnego wschodu z gminą Reppenstedt.
W skład gminy Südergellersen wchodzi również dzielnica Heiligenthal, w której znajduje się klasztor.

## Historia
Po raz pierwszy wzmiankowano miejscowość Südergellersen w 1314, a z 1450 pochodzi najstarsze zestawienie gospodarstw w tej miejscowości. Winsener Schatzregister (pol. Rejestr skarbowy Winsen) wykazuje ich wówczas dziewięć.

## Komunikacja
Südergellersen znajduje się ok. cztery km na północ od drogi krajowej B209 w Oerzen. Do najbliższej autostrady A250 na węźle Lüneburg-Nord jest ok. 13 km. Do autostrady A7 na węzłach Egestorf lub Evendorf jest ok. 16 km.